# Geschichte von Lindau (Eichsfeld)
Die Geschichte von Lindau beschreibt die geschichtliche Entwicklung des Fleckens Lindau in Niedersachsen. Er wurde 1184 erstmals urkundlich erwähnt.

## Frühgeschichte
Über die vormittelalterliche Geschichte des heutigen Lindaus lassen sich nur vage und auf wenige Funde und Erkenntnisse gestützte Aussagen machen. Bis zum heutigen Tage fanden Forschungen und Ausgrabungen größeren Ausmaßes nicht statt.
Im Verlaufe des 20. Jahrhunderts wurden einige Funde gemacht, die auf eine frühere Besiedlung Lindaus hinweisen. So wurde z. B. im Jahre 1938 auf dem Lindauer Schulhof vom damaligen Bürgermeister Heinrich Leinemann eine sehr gut erhaltene Pfeilspitze aus prähistorischer Zeit gefunden. Spätere Forschungen ergaben jedoch, dass die ca. 8000 Jahre alte Spitze aus den USA stammen muss. Wie sie nach Lindau kam, ist nie ganz geklärt worden. Als 1986 der Kanal am Mushaus zugeschüttet wurde, fand man ein mittelalterliches Gefäß, das jedoch wegen der nicht erfolgten Erforschung des Geländes nicht näher datiert werden konnte. Anders als die Pfeilspitze stammt dieses Gefäß jedoch aus dem Mittelalter.
An den Hängen des Lindauer Klingenberges ließen sich Faustkeile und weitere Kleingeräte aus der Alters- und Mittelsteinzeit finden. Ebenfalls am Klingenberg sowie am Hang Am Brande und im Bereich der Mordmühle ließen sich Klingen aus Feuerstein auffinden.
Mit diesen Funden ist bewiesen, dass eine Besiedlung des heutigen Lindaus schon vor ungefähr 10.000 Jahren stattgefunden hat.
Hingegen ließen sich nur wenige Keramikfragmente finden, die jedoch mit Vorsicht auf die vorrömische Eisenzeit (800 v. Chr. bis Christi Geburt) datiert werden können. Trotz der widrigen Umstände bei Feldbegehungen und der damit erklärbaren geringen Funde geht man davon aus, dass dieses Gebiet in vorchristlicher Zeit eher dünn besiedelt war.
In unmittelbarer Nähe des heutigen Lindaus werden zwei heute nicht mehr existente Dörfer (Wüstungen) vermutet: Meginwardeshusen und Tappenhusen. Der erst genannte Ort wird in der Nähe der Mordmühle vermutet. Der Name wird 1105 erstmals urkundlich erwähnt. Wann der Ort verschwand, ist nicht bekannt, jedoch bestand die Siedlung 1341 noch. Der Name der Ortschaft änderte sich über die Jahre des Öfteren und im Jahre 1785 hieß die Flur, wo man diesen Ort vermutete, Word Mühle. Aus diesem Namen lässt sich die Bezeichnung „Mordmühle“ erklären.
Tappenhusens Ersterwähnung erfolgte erst 1504. Auch in diesem Falle ist das Ende dieses Ortes nicht bekannt. Wo genau sich Tappenhusen befand, lässt sich auch nicht abschließend klären, auch hier fehlen Untersuchungen. Man vermutete Tappenhusen etwa 2 km von Lindau entfernt. Entweder befand er sich zwischen Lindau und Bilshausen oder zwischen Lindau und Gieboldehausen.

## Die alte Lindauer Burg

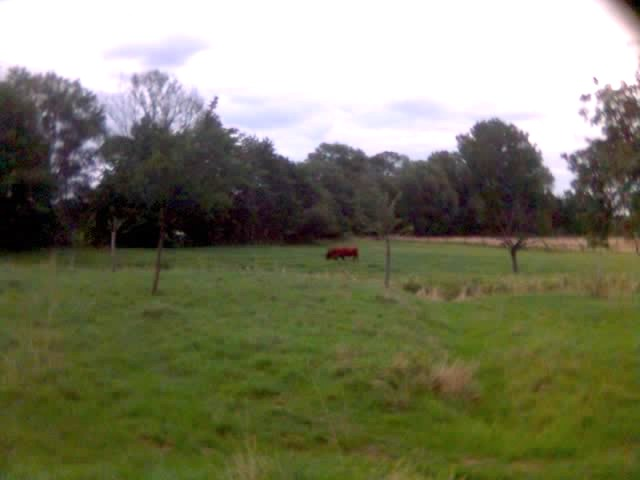
Auf diesem Feld hat sich vermutlich die alte Burg befunden

Die neue Lindauer Burg, von der heute einzig das Mushaus Lindau noch besteht, wurde im 14. Jahrhundert errichtet. Doch schon vorher besaß Lindau eine Burg, die sich an einer Senke östlich der Rhumebrücke am Ortsausgang nach Gillersheim befunden haben könnte. An dieser Stelle wird eine Wasserburg vermutet, die im 12. und 13. Jahrhundert bestand. Dennoch ist der genaue Standpunkt der alten Lindauer Burg umstritten, den erst eine Ausgrabung nachweisen könnte. Dennoch ist die auf einem Luftbild erkennbare Senke der wahrscheinlichste Ort für die alte Burg, wofür die Verkehrslage an einem Flussübergang und an der Straße von Lindau nach Nörten spricht.
Gegenüber diesem Gelände erinnert der Flurname „Burgwall“ an die Burg.

## Herren der neuen Lindauer Burg
Folgende Burgherren der neuen Burg sind in Lindau nachgewiesen:
- 1322 Ludolf von Wedeheim und Burkhard von Wittenstein
- 1338 Conrad von Rosdorf, Jan von Hardenberg
- nachher die von Tastungen, von Bortfeld
- ein Burglehen hinterm Mußhause an die Herren von Uslar und von diesen 1453 an Heinrich von Bodenhausen
- ein Burglehen derer von Reventloh 1383 an Albrecht von Leuthorst
- etwa 1530 Heinrich und Caspar von Hardenberg[2]
- und etwa 1577 Dietrich und Heinrich von Hardenberg

## Reformation bis zum Siebenjährigen Krieg
Während der Reformation hatte Lindau dem Kurfürsten und Erzbischof von Mainz unterstanden. Dies hieß, dass die Lindauer Bevölkerung katholischen Glaubens war. Nach der Reformation sollte sich dies unter dem Einfluss des Hardenbergschen Adelsgeschlechtes jedoch vorübergehend ändern. So war im Jahre 1558 die Mehrzahl der Bevölkerung protestantisch geworden.
Doch schon zwischen 1574 und 1582 leitete der Mainzer Kurfürst die Gegenreformation ein, die jedoch von wenig Erfolg gekrönt war. Letztlich spielten auch die angrenzenden welfischen Gebiete eine Rolle, sie blieben nämlich protestantisch und beeinflussten somit auch Lindau. Noch zu Beginn des 17. Jahrhunderts herrschte in Lindau der Protestantismus vor. Erst als repressive Maßnahmen gegen die noch verbliebenen Protestanten eingeführt worden waren, kehrte der Ort allmählich zum Katholizismus zurück.
Die nächsten Jahre verliefen für Lindau in ruhigen Bahnen. Dies änderte sich mit dem Beginn des Dreißigjährigen Krieges (1618–1648). Die ersten Jahre des Krieges hatten Lindau noch nicht erreicht, dennoch lebten die Bürger verängstigt durch Berichte aus bereits verwüsteten Ortschaften in Angst und Schrecken.
Unter der Führung des Herzogs Christian (genannt: „der Tolle“) von Braunschweig wurden weite Teile des Eichsfeldes vernichtet. Am 25. April 1626 wurde Lindau zerstört, selbst die Kirche war verwüstet worden, so dass sie sich nur noch notdürftig wiederherrichten ließ und 1758 abgetragen und durch die heutige St. Peter und Paul ersetzt wurde. Einzig das Mushaus hatte die Vernichtung überstanden. Die folgenden Jahre stellten die Lindauer auf schwere Proben. Als schließlich die Pest ausbrach, war Lindau fast vollständig am Ende.
Während des Siebenjährigen Krieges (1756–1763) blieb Lindau eine erneute Zerstörung erspart. Dennoch bedeutete auch dieser Krieg für die Lindauer Jahre des Leides und der Entbehrung.

## Kurmainzischer Herrschaft (1521–1802)

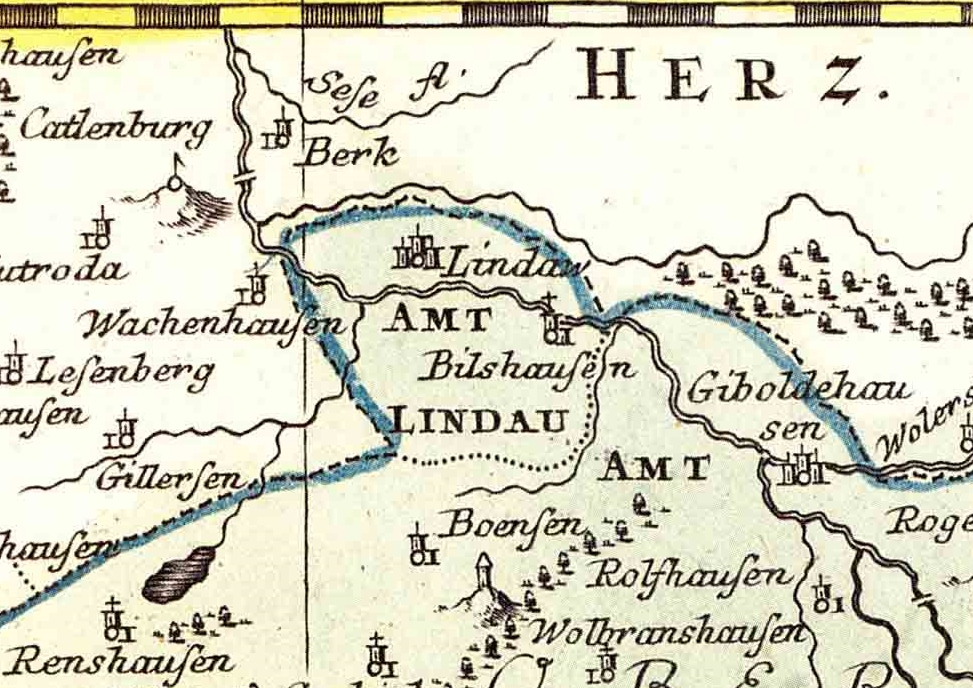
Das kurmainzische Amt Lindau im Jahr 1759

Zusammen mit dem Eichsfeld hatte sich Lindau seit 1521 unter der Herrschaft des Mainzer Erzbistums befunden. Da Hardenbergscher Adel lange Zeit einen sehr hohen Einfluss in Lindau gehabt hatte, setzte das Erzbistum keine Angehörigen der Hardenberger mehr als Amtmänner ein. Der politische Einfluss konnte somit zurückgedrängt werden.
Über all die Jahre vollzog sich ein Streit mit dem Bistum Hildesheim, das Lindau zunächst nur an Mainz verpfändet hatte. Durch geschickte Verhandlungen gelang es Mainz jedoch stets Lindau in seinem Einflussgebiet zu halten. Beispielsweise im Jahre 1785 versuchte das Bistum Hildesheim zum wiederholten Male Lindau aus dem Bund mit Mainz herauszulösen, mit dem Verweis darauf, dass Lindau nur verpfändet sei.
Die Größe des Amtes Lindau hat infolge der Randlage an verschiedene Herrschaftsgebiete immer wieder variiert. Einzig Lindau und Bilshausen bildeten stets das Amt Lindau, während andere Ortschaften (z. B. Berka, Bodensee, Krebeck, Renshausen und Thiershausen) nur vorübergehend diesem Amt angehörten. Seit dem 17. Jahrhundert nahm die Größe des Amtes jedoch ab und 1692 sagte Mainz von seinen Ansprüchen über Berka gänzlich ab, nachdem es immer wieder Streitereien verschiedener Mächte um diesen Ort gegeben hatte. 1782 schließlich bestand das Amt Lindau nur noch aus Lindau und Bilshausen.
Zu Lindau gehörten im 18. Jahrhundert also nur noch sehr wenige Ortschaften. Da sich Kurmainz jedoch nie sicher sein konnte, wie lange es Lindau in seinem Besitz halten könnte, ist anzunehmen, dass die Größe des Amtes Lindau bewusst klein gehalten wurde. Folgende Amtsvögte sind bekannt:
- 1500 Johann von Minnigerode
- 1545–1549 Kaspar von Hardenberg
- 1549–1579 Nikolaus von Lenthorst
- 1589 Hans Voss
- 1617–1635 Johannes Grobecker
- 1656–1685 Jodocus Adrian Schott
- 1685–1722 Johann Andreas Schott
- 1748–1756 Georg Karl Klinckhardt
- 1791 Heinrich Schuchardt

(Quelle:)

## Herrschaft Preußens (1802–1806)
Lindau war wie das gesamte Eichsfeld in vielerlei Hinsicht mit dem Mainzer Erzbistum verbunden. Da der Landesherr als Mainzer Erzbischof gleichzeitig Erzkanzler des Deutschen Reiches war, wurde das Eichsfeld in viele europäische Kriege hineingezogen. Die Teilnahme des Mainzer Kurfürsten an den Kriegen zur Niederschlagung der Französischen Revolution überstand der Kurstaat nicht. Somit wurde das gesamte Eichsfeld im Jahre 1802, im Vorgriff auf die Regelungen des Reichsdeputationshauptschlusses vom Februar 1803, von Preußen in Besitz genommen.
Die Lindauer waren mit der neuen Herrschaft alles andere als zufrieden und wünschten sich schon bald die alten Herrschaftsverhältnisse zurück. Massive steuerliche Belastungen und die geplante – aber nie vollzogene – Auflösung des Amtes Lindau trugen nicht zu einem freundlichen Klima gegen Preußen bei.
Die erste Epoche preußische Herrschaft sollte jedoch nur von kurzer Dauer sein. Preußen wurde im Oktober 1806 in der Schlacht bei Jena und Auerstedt vernichtend geschlagen. Das Eichsfeld geriet nun in französischen Besitz.

## Königreich Westphalen (1807–1813)

Die deutschen Gebiete mitsamt dem Königreich Westphalen

1807 wurde vom französischen Kaiser Napoléon I. das Königreich Westphalen gegründet. Als König setzte Napoléon seinen jüngeren Bruder, Hieronymus Bonaparte, ein. Das von König Hieronymus regierte Königreich umfasste neben dem Eichsfeld auch u. a. den größten Teil des preußischen Besitzes zwischen Elbe und Lippe, sodann hessisches, braunschweigisches und anderes Gebiet.
Das neue Königreich wurde nach französischem Vorbild eingeteilt. Und so wurde das Eichsfeld (somit auch Lindau) dem Departement des Harzes zugeteilt und Lindau als einziger Ort des Eichsfeldes dem Distrikt Osterode. Innerhalb dieses Distriktes bildete Lindau mit Wulften, Berka, Hattorf und Dorste den Kanton Lindau. Diese Verwaltungsreform berücksichtigte also, wie sich schnell erkennen lässt, die konfessionelle Zugehörigkeit der Bevölkerung nicht. Die neue Verwaltung war eine für damalige Verhältnisse äußert moderne und effiziente Einrichtung.
Auf einen Befehl Napoleons mussten alle ihm untergebenen Gebiete ihre Friedhöfe nach außerhalb verlegen, da man eine Verunreinigung des Grundwassers befürchtete. Deshalb wurde der sich zunächst an der katholischen Kirche befindliche Friedhof an seinen heutigen Platz an der Bundesstraße verlegt. Der neue Friedhof wurde 1820 geweiht.
Die napoleonischen Kriege, an denen das Königreich Westphalen teilnahm, ließen es ausbluten und brachten auch für Lindau Hungersnöte. Im Frühjahr 1813 gelang es einem preußischen Freikorps die westphälischen Truppen aus dem Eichsfeld zu vertreiben. Die Eichsfelder schlossen sich sofort den preußischen Truppen an um die verhassten französischen Besatzer aus ihrem Gebiet zu vertreiben. Als die napoleonischen Armeen bei der Völkerschlacht von Leipzig vernichtend geschlagen wurden, hatten sich Lindau und das Eichsfeld bereits eigenständig befreit.
Es folgte eine zweite, diesmal jedoch sehr kurze Epoche unter preußischer Herrschaft. Schon schnell richtete sich der Unmut erneut gegen Preußen. Lindau musste, wie die übrigen preußischen Gebiete, große Mengen an Sachgütern und Naturalien abliefern und hatte, wie der Rest des Eichsfeldes, die Pflicht ein sehr großes Soldatenkontingent zu stellen. Letztlich blieben dadurch fast ausschließlich Kinder und Alte zurück.
Erst mit dem Wiener Kongress sollten für Lindau wieder bessere Zeiten anbrechen.

## Wiener Kongress bis Erster Weltkrieg (1815–1918)
29 Ortschaften des Untereichsfeldes kamen zum Königreich Hannover, auch Lindau, welches im Zuge von Verwaltungsreformen an Bedeutung verlor. Das alte Amt Lindau wurde nicht wiederhergestellt, stattdessen ein Amt Gieboldehausen-Lindau, welches Gieboldehausen zum Verwaltungssitz hatte. Im Jahre 1832 erfolgte schließlich die Zusammenlegung des Amtes Katlenburg mit dem ehemaligen Amt Lindau zum neuen Amt Catlenburg-Lindau.
Bei der Märzrevolution des Jahres 1848 zogen in Lindau junge Leute mit schwarz-rot-goldenen Fahnen durch die Ortschaft, um Gleichheit und Freiheit zu fordern. Es soll zu Ausschreitungen gekommen sein.
Eine Justizreform im Königreich Hannover führte dazu, dass Lindau 1852 ein Amtsgericht bekam, welches jedoch, ebenso wie das ganze Amt, 1859 in der zweiten hannoverschen Verwaltungsreform wieder aufgelöst wurde. Der Ortschaft war damit ein großer Schaden zugefügt worden. Das nun funktionslos gewordene Lindauer Amtshaus wurde 1872 für 10.000 Taler vom Lindauer Industriellen August Greve als Wohnsitz erworben.

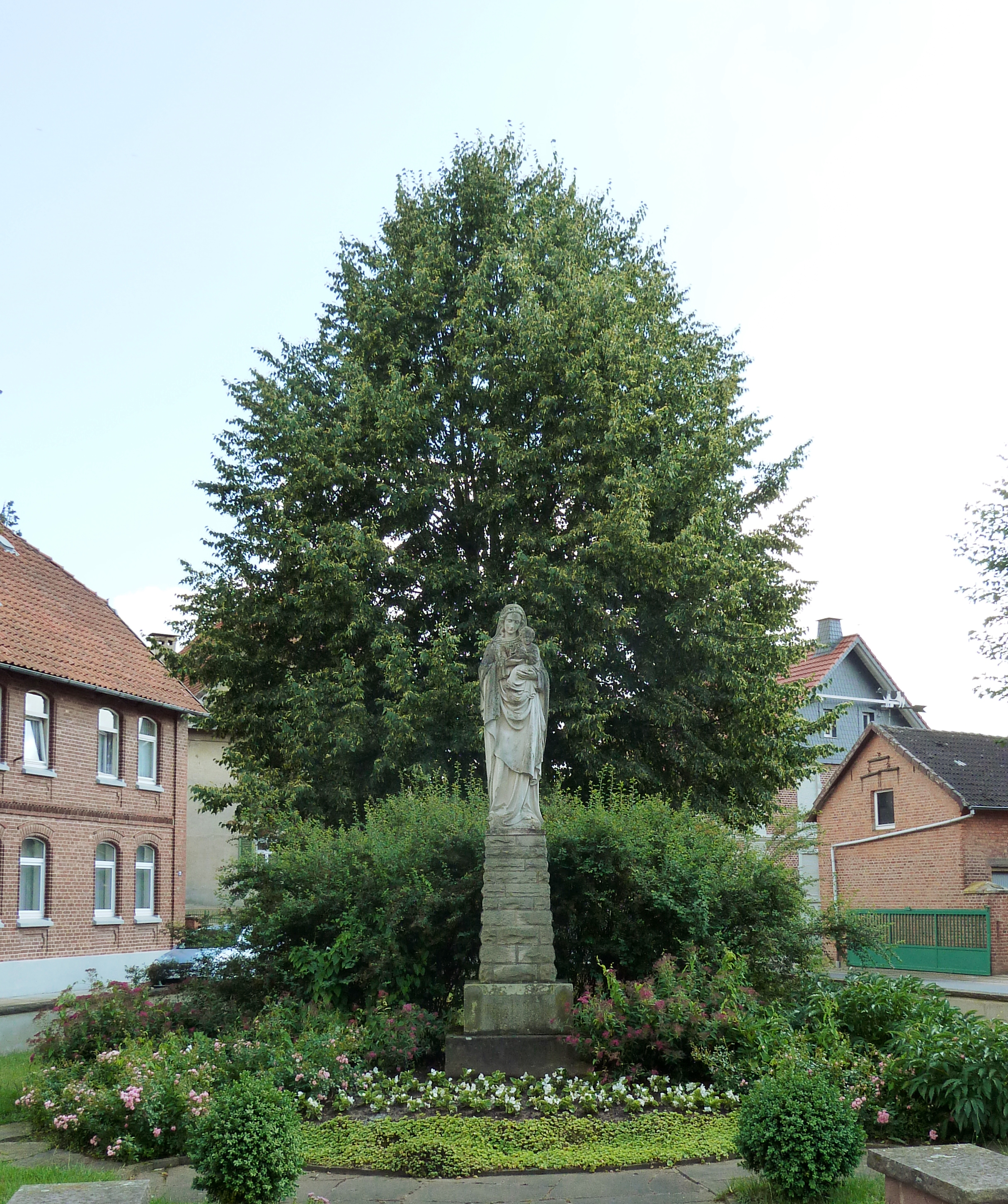
Mariendenkmal für die Feuerkatastrophe von 1911

Nach dem Deutschen Krieg zwischen Österreich und Preußen 1866 begann die zweite Epoche preußischer Herrschaft über Lindau. Die Lindauer standen in Opposition zu Preußen und zeigten dies bei Wahlen.
In erneuter Verwaltungsreform kam Lindau zum neugeschaffenen Landkreis Duderstadt mit Duderstadt als Verwaltungssitz. Im Laufe des 19. Jahrhunderts verlor die Stadt gegenüber dem wirtschaftlich florierenden Northeim an Bedeutung.
Am Nachmittag des 15. April 1911 – ein Karsamstag – kam es in Lindau zum bisher größten und verheerendsten Brand im Ort. Auf dem Hof des Ackermannes Heinrich Freyberg (im Unterflecken) hatten zwei Jungen ein Feuer gemacht. Da es sehr windig war, griff nach kurzer Zeit das Feuer auf die Gebäude des Maurermeisters Linnekuhl und des Ackermannes Freyberg über. Wegen der primitiven Löschvorrichtungen und des Fehlens von Löschwasser (die Rhume ist fern), geriet der Ort schnell in Brand. 42 Wohnhäuser und an die 30 Nebengebäude brannten durch das Feuer vollständig nieder. Viele Häuser wurden nach dem Brand nicht mehr neu errichtet. An der Stelle, an der sich früher der Häuserblock der Familien Lombard und Behr befand, wurde das noch heute stehende Mariendenkmal errichtet.
Als Reaktion auf diesen Brand gründeten Lindauer Bürger noch im selben Jahr die Freiwillige Feuerwehr Lindau. Im 19. Jahrhundert nahm die wirtschaftliche Bedeutung Lindaus durch die Ansiedlung der Jutespinnerei Greve (1872) und durch die Herstellung von Brauereipech zu.

## Weimarer Republik (1918–1933)
Seit dem 17. Jahrhundert bestand Lindau wieder überwiegend aus Katholiken. Einer Volkszählung aus dem Jahre 1934 zufolge gab es 1487 Einwohner, von denen 85,5 % katholischen Glaubens und lediglich 14,5 % evangelisch waren. Jüdische Einwohner gab es zu dieser Zeit in Lindau nicht mehr. Dies beeinflusste auch das Wahlverhalten der Lindauer Bevölkerung während der Weimarer Republik. Da es mit dem Zentrum eine katholische Partei gab, besaß diese Partei in Lindau eine besondere Vormachtstellung, die auch in anderen Orten des Eichsfeldes zu beobachten war.
1920 errang die Zentrumspartei 69,8 % der abgegebenen Stimmen bei der Reichstagswahl. Trotz alledem war dieser Wert noch geringer als in anderen Gemeinden von Duderstadt. Gegenüber Duderstadt selbst war er allerdings höher. Diesen hohen Stimmenanteil konnte das Zentrum während der ganzen ersten deutschen Republik halten und noch im Jahre 1932, bei den letzten freien Wahlen, konnte diese Partei noch 60,8 % der Stimmen für sich verbuchen, während vielerorts die NSDAP längst die stärkste politische Kraft geworden war.
Während die SPD bei der Reichstagswahl 1920 10 % der abgegebenen Stimmen bekommen hatte, schaffte es die deutlich sozialistischere USPD überraschenderweise auf 11,4 %. Dies war damals der höchste Anteil an Linkswählern innerhalb der Landgemeinden um Duderstadt. Zeitzeugen führten diesen Umstand auf die zahlenmäßig hohe Arbeiterschaft der ortsansässigen Greveschen Jutespinnerei zurück. Möglicherweise liegt hier allerdings auch ein Einfluss der Nachbargemeinden Wachenhausen und Gillersheim vor, in denen die SPD seit damals einen recht hohen Einfluss besaß und die meisten Stimmen bekam. Auch war dort die Arbeiterschaft sehr gut organisiert gewesen.

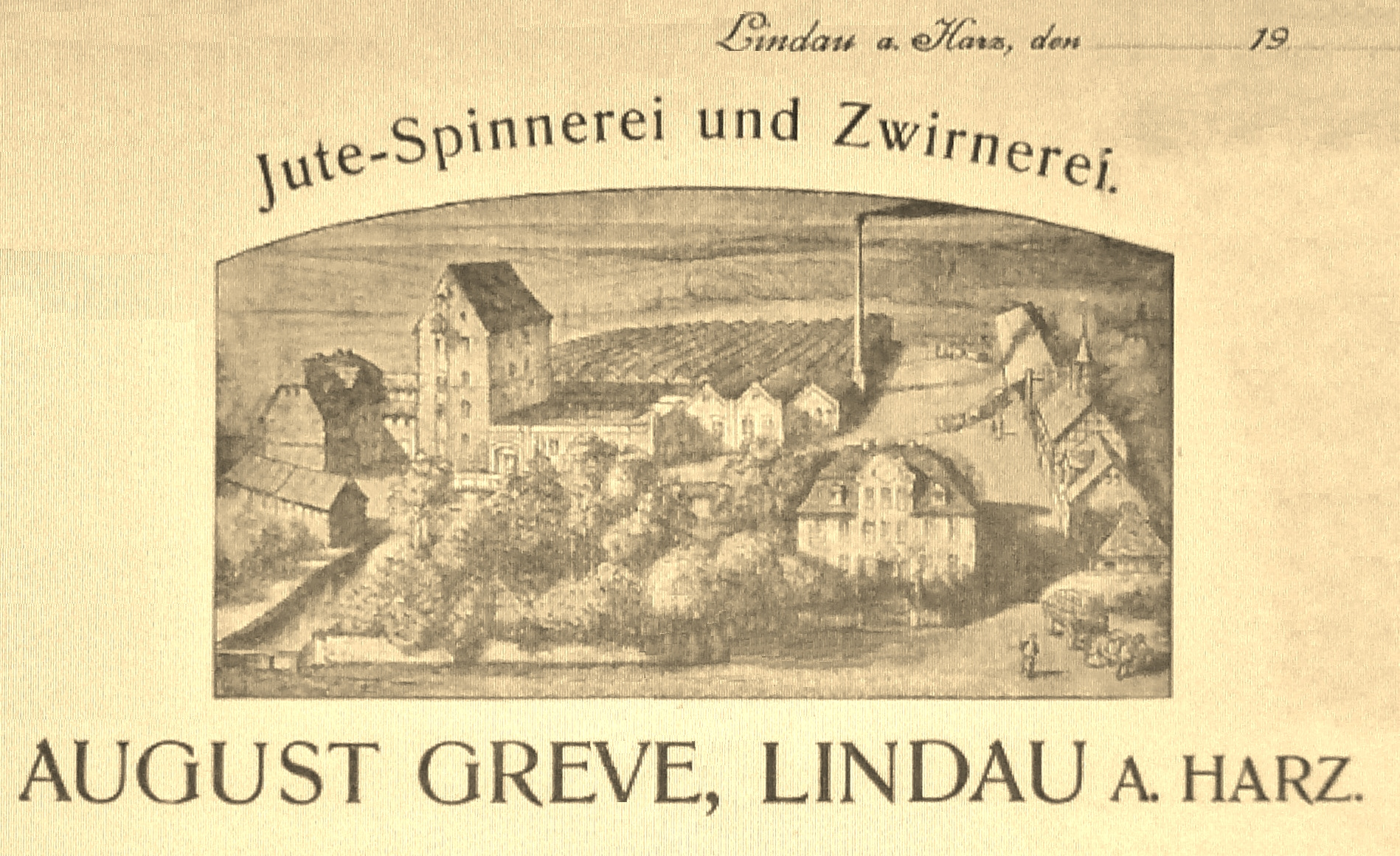
Die Grevesche Jutespinnerei war ein wichtiger Wirtschaftsfaktor

Nachdem allerdings die KPD gegründet wurde, und die USPD somit aufgelöst, spielte die extreme Linke bei Wahlen in Lindau keine Rolle mehr. Die SPD besaß bei den Wahlen von 1928 mit über 16 % eine für das Eichsfeld damals ungewöhnlich treue Wählerschaft und erhielt 1932 noch 13 % der Stimmen.
Der Einfluss der nichtkatholischen bürgerlichen Parteien war gegenüber der Sozialdemokratie zwar geringer, aber dennoch für einen Eichsfeldort erwähnenswert. So erhielt die DVP 1920 etwa 8 % der Stimmen. Doch diesen hohen Wert konnte sie nicht halten, da sie nach und nach zur Bedeutungslosigkeit schrumpfte. Ihren Platz hatte nun die DHP eingenommen, die in den Jahren 1924 8,7 % und 1928 sogar 10,7 % der Stimmen bekam. Dass diese Partei so erfolgreich war, ist für das Eichsfeld erstaunlich, lässt sich jedoch wahrscheinlich wieder mit dem Einfluss der mehrheitlich protestantischen Nachbargemeinden erklären, in denen die DHP eine wichtige politische Kraft darstellte.
Die nationale Rechte in Lindau wählte die Deutschnationale Volkspartei (DNVP), die bei der Reichstagswahl Mai 1924 zum ersten Mal 5,8 % der Stimmen bekam, doch schon 1928 nur noch 2 %. In Lindau formierte sich das national gesinnte Bürgertum im Jungdeutschen Orden, der vor allem von Zentrumspolitikern aufs Schärfste kritisiert wurde, da Teile des Jungdo (die Kurzform) dem Katholizismus feindlich gegenübertraten.
Der Einfluss der Nationalsozialisten war in Lindau bis unmittelbar vor der Machtergreifung gering gewesen. Noch bei der Reichstagswahl 1928 bekamen Zentrum, SPD und DHP die entscheidenden Stimmenanteile. Und diese Parteien stützten die Republik. Die in diesem Jahr in Lindau erstmals auftretenden Nationalsozialisten bekamen ganze zwei Stimmen (0,3 %) und blieben auch die Folgejahre zunächst bedeutungslos. Denn selbst bei der Reichstagswahl November 1932 vereinten Zentrum (60,8 %) und SPD (12,9 %) noch 73,7 % für sich und damit für die Demokratiebejaher. Die DHP war in der Bedeutungslosigkeit versunken. Dieser Wert zeigt, dass die Demokraten, anders als in den umliegenden Ortschaften, noch die Oberhand in Lindau behielten, vermutlich aufgrund der entschiedenen Distanzierung der katholischen Kirche gegenüber dem Nationalsozialismus. Andererseits schaffte es die NSDAP bei diesen Wahlen auf 21,9 % und wurde damit hinter dem Zentrum zweitstärkste Kraft in Lindau. Zudem existierte seit 1930 eine NSDAP-Ortsgruppe, die nach der 1925 in Duderstadt gegründeten, eine der ersten im Kreis war.
Die letzten Monate der Weimarer Republik waren wahrscheinlich von heftigen politischen Auseinandersetzungen geprägt, da NSDAP, Hitlerjugend sowie das Reichsbanner, die DHP und das Zentrum 1932 viele Veranstaltungen anmeldeten. Eine Zeitungsnotiz aus dieser Zeit berichtet davon, dass ein Lindauer SA-Mann „von einem politischen Gegner mit einem Schlüssel am Kopf erheblich verletzt wurde.“

## Erste Jahre des Nationalsozialismus (1933–1939)
Über das Wahlverhalten der Lindauer zu den Reichstagswahlen im März 1933, die bereits unter starken Druck der Nazis durchgeführt worden waren, sind keine Unterlagen erhalten geblieben. Vermutlich aber fanden keine gravierenden Änderungen zu den vorherigen Wahlen statt, da dies im ganzen Kreis Duderstadt nicht der Fall war.
Zunächst blieb die Lindauer Bevölkerung gegenüber den neuen Machthabern skeptisch. Nach dem Konkordat zwischen dem Deutschen Reich und dem Vatikan fühlten sich jedoch viele Katholiken, die dem Nationalsozialismus vorher immer skeptisch gegenüberstanden, ermutigt, der NSDAP beizutreten, darunter ein angesehener Pferdehändler, der später einmal der zweite nationalsozialistische Bürgermeister werden sollte. Er war ein gläubiger Katholik. Zudem gründete sich in Lindau die NS-Frauenschaft. Nach und nach wurde der Nationalsozialismus auch unter Katholiken salonfähig.
Im Mai 1933 wurde Heinrich Leinemann vom Oberpräsidenten in Hannover zum ersten nationalsozialistischen Bürgermeister ernannt. Die Gemeinde hatte schon hier keinen Einfluss mehr auf die eigene Politik. Die neuen Machthaber bestimmten alles.
Bei den Reichstagswahlen im November 1933 war es nur noch möglich mit Ja oder Nein zu stimmen. Dabei stimmten 910 Lindauer für den von den Nazis besetzten Reichstag, das waren 98 %. Lediglich 19 Stimmen (ca. 2 %) waren ungültig oder lauteten Nein. Allerdings hatte sich die Stimmung gewendet: Lag der Stimmenanteil der Nazis während der Republik stets unter dem Reichsschnitt, lag er nun 6 % höher als im übrigen Reich.
Unmittelbar nach dem Ende der Demokratie und dem Beginn der Nazi-Herrschaft gründete sich in Lindau eine Ortsgruppe des Stahlhelms, einer während der Weimarer Republik der DNVP nahestehenden Organisation ehemaliger Kriegsteilnehmer. Vielerorts bot der Stahlhelm jenen Männern (zunächst) Schutz, die sich weigerten, den ortsansässigen SA- oder SS-Organisationen beizutreten. Hatte diese Organisation in Lindau vor 1933 nur ein Mitglied, stieg die Mitgliedszahl nun rasant an. Viele Mitglieder des nun aufgelösten Zentrums sowie Sozialdemokraten gehörten unter der Leitung von Emil Greve, einem ehemaligen, enttäuschten NSDAP-Mitglied, nun dem Stahlhelm an, der allerdings schon zwei Jahre später reichsweit aufgelöst wurde.
Da der neue NS-Bürgermeister eine Liste mit 23 Stahlhelmangehörigen nach Duderstadt geschickt hatte, mit genauen Angaben, welcher Partei sie angehörten und welche Äußerungen sie gegen den neuen Staat getätigt hatten, musste Emil Greve sich an die Bundesleitung des Stahlhelms wenden, damit seine Gruppe in Lindau fortbestehen durfte. Greve bekam Unterstützung der Bundesleitung, die sich an den Duderstädter Landrat gewendet hatte. Dieser informierte daraufhin die Staatspolizeistelle in Hannover und legte einen Personalbogen über Greve hinzu. Die Lösung des Konfliktes ist nicht bekannt.
Über das Verhältnis des Lindauer Dechanten Kasten zum Nationalsozialismus wurde lange spekuliert. Zeitzeugen berichteten später, er habe sehr unter den Nazis gelitten. Die Öffnung der Kirchturmkugel 1994 brachte Klarheit: Kasten wurde von den Nazis bespitzelt und angeklagt. Gerettet wurde er durch die bei Kriegsausbruch verfügte Amnestie.
Die gesamte katholische Kirche litt unter den Nazis. So war es z. B. nicht mehr erlaubt, während der Fronleichnamsprozession Kirchenfahnen zu hissen; lediglich Hakenkreuzflaggen waren noch gestattet. Die Predigten in der Kirche wurden von Parteileuten abgehört, die mit Zwischenrufen störten und in der Kirche randalierten.
Auch der evangelische Pastor Burgdorf aus Katlenburg, der anfänglich den Regierungsantritt Hitlers begrüßt hatte und auch in Lindau predigte, wurde schikaniert. Während des Krieges äußerte er vereinzelt Kritik an der NSDAP, was viele Kirchenleute andernorts mit dem Tode bezahlen mussten.
Schon unmittelbar nach 1933 gerieten katholische Einrichtungen, wie z. B. der Kindergarten, in das Visier der Nazis. Diese Einrichtungen blieben zwar bestehen, aber zusätzlich wurde ein Kindergarten unter Führung von NS-Schwestern mit braunen Uniformen eingerichtet.
Die katholische und evangelische Volksschule, die in einem Gebäude untergebracht waren, wurden 1939 zu einer Gemeinschaftsschule umfunktioniert. In Lindau gab es deshalb erheblichen Unmut, der bis zum Innenministerium reichte. Die Schule entwickelte sich, nachdem 1937 ein besonders eifriger nationalsozialistisch denkender Lehrer seinen Dienst dort aufgenommen hatte, regelrecht zu einer NS-Musterschule. U. a. wurde alles Religiöse aus dem Schulalltag verbannt.
Im Jahre 1939 kam es in Lindau zu einem Skandal, über den in der ganzen Region berichtet wurde. Über Bürgermeister Leinemann tauchten anonyme Spottgedichte auf, die seinen Lebenswandel kritisierten. Nachdem sich die Gestapo eingeschaltet hatte, fand man den Schreiber; es war ein Lindauer Bauer, der das Schreiben der Briefe gestand. Die Partei stellte sich hinter Leinemann, worauf sich in Lindau laut Zeitungsberichten Tausende Menschen an einer Kundgebung gegen den politischen Katholizismus beteiligten. Nach der Rede, in der zwei dieser Angelegenheit beschuldigten Männer aus der „Volksgemeinschaft ausgeschlossen“ wurden, stürmten einige aufgebrachte Personen zu den Häusern der beiden und zertrümmerten Glasscheiben und Türen. Ein Arzt sowie Nachbarn halfen den gefährdeten Familien.
Der beschuldigte Bauer wurde schließlich freigesprochen, da er kirchenpolitische Motive gehabt habe. Lindau sei eine „Hochburg des politischen Katholizismus“, wurde begründet.
Nach einer Zeit wurde Leinemann abgesetzt und durch den angesehenen Geschäftsmann Joseph Wagener ersetzt. Er behandelte die von den Nazis verstoßenen Familien anständig, und dies galt auch für alle Lindauer.
An diesen Vorgang erinnerte man sich in Lindau lange nicht gern. Bis in die 1990er Jahre wurde das Handeln des Bauern von einigen Lindauern als Verbrechen angesehen anstatt als eine mutige Handlung gegen das NS-Regime. Andererseits war es unter Heinrich Leinemann gelungen, die Steuerschuld der Gemeinde Lindau von 30.000 RM zu tilgen.
Mit Arbeitsbeschaffungsmaßnahmen wurden in Lindau neue Straßen u. Ä. gebaut und mehr Menschen beschäftigt. 1938 wurde der Marktplatz gepflastert, der als Bühne für viele politische Kundgebungen benutzt wurde.
Doch laut Bürgermeister Leinemann blieb die Anbindung Lindaus an die Infrastruktur „unter aller Würde“, worauf er an den Duderstädter Kreisausschuss appellierte, auch eine Eisenbahnverbindung mit Lindau in Betracht zu ziehen. In Katlenburg und Bilshausen gab es bereits einen Bahnhof. Leinemann begründete dies mit der 200 Arbeiter starken Fabrik Greves, der Zigarrenfabrik Vlotho mit 80 Arbeitern sowie zwei recht produktiven Baufirmen. Doch Lindau verfügt bis heute über keine eigene Bahnanbindung.
Die Wirtschaft florierte, die Bindfadenfabrik Greve z. B. bekam von der Wehrmacht viele Aufträge. Es war ein Aufschwung, der sich mit den Vorbereitungen für den Zweiten Weltkrieg erklären lässt.

## Zweiter Weltkrieg (1939–1945)
Die Lindauer Schulchronik schilderte den Ausbruch des Krieges getreu den NS-Vorgaben: Der „Führer“ hätte schon im Mai 1939 von Polen verlangt, dass die „urdeutsche Stadt“ Danzig an Deutschland zurückgegeben werden sollte. Unterstützt von den Engländern und Franzosen hätte man dies abgelehnt. Von diesem Zeitpunkt an hätte es schlecht um die deutsche Bevölkerung im Korridor gestanden, sie seien „gequält, mißhandelt und z. T. getötet“ worden, so die Schulchronik. Am 25. August hätten dann die Polen den Sender Gleiwitz besetzt und Truppen ausgesandt, die gegen das Reich gerichtet waren. Heute ist der fingierte Überfall auf den Sender Gleiwitz bekannt. Die Schulchronik fährt fort: Aus diesem Grund habe Hitler begonnen „Gewalt wider Gewalt“ einzusetzen und Polen anzugreifen. 70 Lindauer seien zu den Waffen gerufen worden.
Da im Westen des Reiches schon recht früh Frauen und Kinder aus Großstädten auf das sicherere Land gebracht wurden, kamen im Dezember 27 Flüchtlinge aus dem Saarland.
Die Lindauer Schulchronik berichtete während des Krieges mit besonders nationalsozialistischem Eifer. Lobend wird von ihr unter anderem hervorgehoben, dass Lindau an „dritter Stelle im Kreis Duderstadt“ bei der Abgabe von Metallgegenständen für die Kriegsproduktion gewesen sei. Des Weiteren berichtet sie, dass Hitler den Briten das Angebot „sich mit Deutschland zu verständigen“ gab – Hitler hoffte auf ein Bündnis der germanischen Völker Europas – doch die Engländer hätten dies mit „ziel- und planlos[en]“ Bombenangriffen auf „nicht-militärische Ziele“ beantwortet. Auch die Lindauer hätten die Luftschutzkeller aufsuchen müssen. Die Schulchronik bricht im Juni 1941 ab. Weiteres solle man von hier an in der gesonderten Kriegschronik nachlesen, eine jede Gemeinde hatte sie zu führen. Doch die Lindauer Kriegschronik ist verschollen. Erhalten ist allerdings ein Heft aus dem Pfarramt, das vermutlich von Dechant Kasten geführt wurde.
Bei Flugzeugabstürzen über Lindau kamen z. B. 1945 eine Gruppe von kanadischen Luftwaffensoldaten ums Leben. Ein amerikanischer Flieger-Offizier hatte sich mit einem Fallschirm retten können. Er wurde vorübergehend ins Mushaus eingesperrt. Ähnliches widerfuhr etwa zwanzig sowjetischen Kriegsgefangenen, die sich bei einem Angriff befreien konnten und daraufhin ebenfalls ins Mushaus gesperrt wurden. Die Lindauer Bevölkerung verpflegte sie.
Während des Krieges kamen viele Kriegsgefangene nach Lindau, darunter Franzosen und Polen, die zum Teil in der Landwirtschaft eingesetzt wurden.
Der Zweite Weltkrieg kostete 111 deutschen Soldaten das Leben, ein Teil davon galt als vermisst. Diese Zahl ist fast doppelt so hoch wie die der Lindauer Toten im Ersten Weltkrieg 1914–1918.

## Nachkriegszeit (1945–1949)

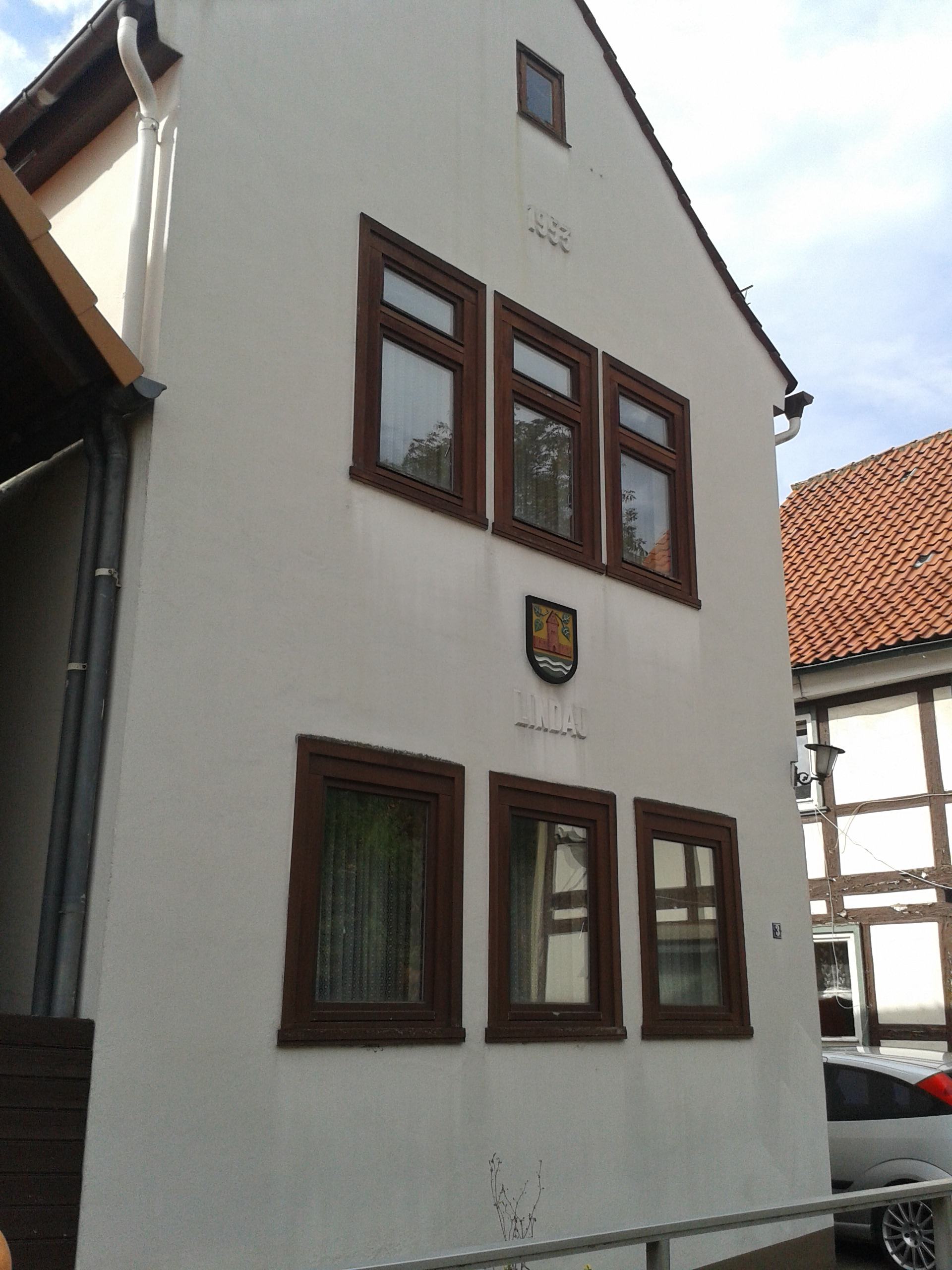
Ehemalige Gemeindeverwaltung

Einer der ersten Schritte nach Ende des Krieges war das Freilassen von Kriegsgefangenen. Viele Nächte wurden von den amerikanischen Soldaten, die Lindau besetzt hatten, Ausgangssperren verhängt. Schon am 10. Mai 1945 wurde der ehemalige Zentrumspolitiker Anton Freyberg als neuer Bürgermeister eingesetzt. Im Juni 1945 rückten ungefähr 200 Engländer in Lindau ein, nachdem die Amerikaner abgezogen waren, und blieben bis 1946.
Nach und nach begann sich das Leben in Lindau etwas zu normalisieren. Am 31. Mai 1945 wurde bereits von Dechant Kasten ein Fronleichnamsumzug durchgeführt. Allerdings war es den schon seit Generationen mitgehenden Lindauer Schützen untersagt Waffen zu tragen. Am 3. Juni wurde ein neuer Kindergarten eingeweiht und am 5. Juni zog die Volksbibliothek, nachdem alles nationalsozialistische Gedankengut entfernt worden war, ins Pfarrhaus um.
Ein Problem war jedoch beträchtlich: Da einige Lehrer der Lindauer Schule unter das Berufsverbot fielen, mangelte es teilweise an Lehrkräften. Weitere Probleme bestanden u. a. in der Verfügbarkeit von Lehrmaterialien: Viele Bücher, die die Alliierten für zu nationalsozialistisch geprägt hielten, wurden ausgesondert, so dass ein Mangel an Büchern entstand. Das schuleigene Radio wurde 1946 zerstört im Wald gefunden und der Lichtbildapparat funktionierte nicht mehr richtig. „An Lernbücher besitzen die Schulkinder außer Bibel, Katechismus und zum Teil Lesebuch nichts“, schrieb ein Lehrer damals.
Zwischen den englischen Besatzern und der Lindauer Bevölkerung bestand, nachdem das Fraternisierungsverbot aufgehoben war, eine gute Beziehung. Die Engländer trugen mit dem FC Lindau sogar Freundschaftsspiele aus.
Am 16. März wurde die nach dem Krieg in eine überkonfessionelle Gemeinschaftsschule umgewandelte Dorfschule nach einem 88%igen Votum der Elternschaft wieder in eine katholische Schule umgewandelt. Allerdings bekamen die protestantischen Kinder einen eigenen Religionsunterricht.
Problematisch für den Ort war die hohe Anzahl von Flüchtlingen aus den deutschen Großstädten. Nahrung, Unterkunft und Beschäftigung existierte lediglich in nicht ausreichendem Maße. Die Zahl der Flüchtlinge wuchs stetig an, so dass die Einwohnerzahl schließlich sogar auf 2400 stieg. Alle Häuser waren stark belegt, und das Verhältnis zwischen Lindauern und Flüchtlingen war nicht immer ein gutes.
Zwischen 1946 und 1948 wurde in Gemeinschaftsarbeit die Fleckenstraße gepflastert, zudem wurde im Jahre 1948 der Kirchturm repariert. Aus dem Kirchturmknopf, der über die Jahre als Aufbewahrungsstätte für Dokumente gedient hatte, wurden alte Unterlagen entnommen und neue eingelegt, die 1994 wieder ans Tageslicht kamen.

## Seit 1949
Nach dem Zweiten Weltkrieg bekam Lindau nördlich der Bundesstraße ein Neubaugebiet und die gesamte Infrastruktur wurde verbessert.
Im Jahre 1957 erhielt der Ort eine Mehrzweckhalle, die an der Schützenallee gebaut wurde. Diese Halle ist 2006 umfangreich renoviert worden. Wenige Meter davor wurde 1965 eine neue, größere Volksschule errichtet, die heute als Haupt- und Realschule dient. Auch ein neuer, moderner Kindergarten war 1969 erbaut worden. Er befindet sich bis heute in katholischer Hand. In dieser Zeit bekam Lindau auch einen eigenen Sportplatz, der damals 62.000 DM gekostet hatte. Ein neues Feuerwehrhaus wurde 1971 gebaut sowie Straßen asphaltiert und mit moderner Beleuchtung ausgestattet.
Seit 1966 unterhält Lindau eine Partnerschaft mit dem süddeutschen Ort Binau. Bis heute bestehen enge Verbindungen zwischen beiden Ortschaften und oft stattete man sich gegenseitige Besuche ab. So zum Beispiel bei der 1200-Jahr-Feier von Binau 1971. Seit 1975 existiert in Binau eine „Lindauer Straße“ und seit 1978 in Lindau eine „Binauer Straße“.
Einen wichtigen Entschluss fasste der Ortsrat 1969: Lindau sollte eine Ortskanalisation bekommen, weshalb schon wenige Monate später der Beitritt zum Abwasserverband „Rhumetal“ erfolgte. 1976 war das Projekt abgeschlossen.

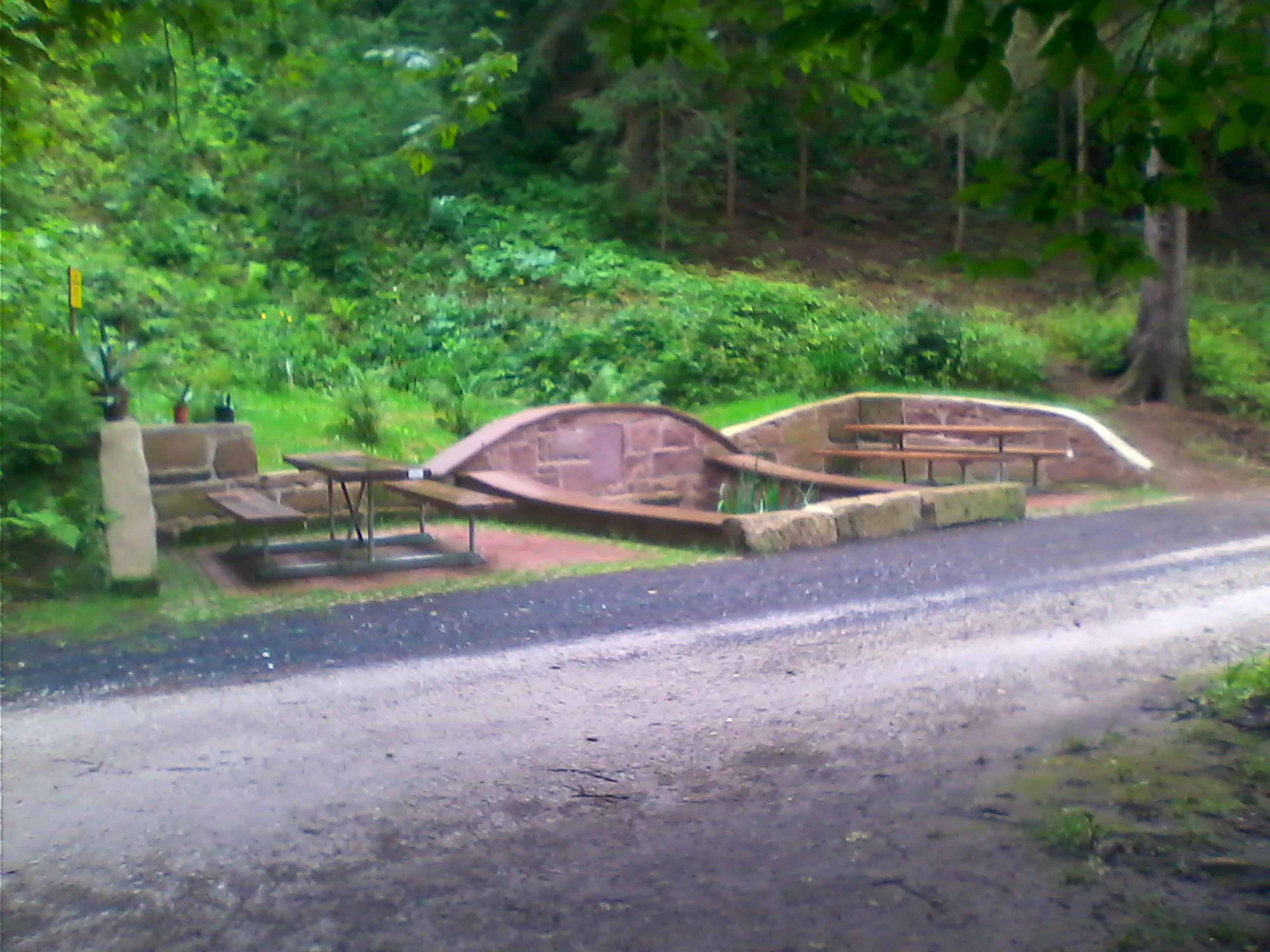
Klingenberg-Quelle

Am 1. Januar 1973 folgte ein für Lindau wichtiges kommunalpolitisches Ereignis. Im Zuge der niedersächsischen Gebiets- und Verwaltungsreform wurde der Landkreis Duderstadt aufgelöst und Lindau als einziger Ort dem Landkreis Northeim angegliedert. Es stellte sich damals allerdings die Frage, ob man Lindau wegen der Zugehörigkeit zum Eichsfeld nicht an den Kreis Göttingen angliedern sollte. Die Bevölkerung war in dieser Frage gespalten. Wäre Duderstadt Kreisstadt geblieben, hätte man mit großer Wahrscheinlichkeit für die alte Kreisstadt gestimmt. In der entscheidenden Ratssitzung votierten acht Ratsherren für Northeim und fünf für Göttingen. Den Status einer Gemeinde verlor Lindau am 1. März 1974. Zusammen mit sechs weiteren Ortschaften wurde die Gemeinde Katlenburg-Lindau gegründet. Über den neuen Namen der Gemeinde war lange gestritten worden, auch darüber, ob man nicht vielleicht mit Wulften oder Bilshausen zusammenarbeiten sollte. Beim Namen setzte sich der heute noch bestehende Name gegen das von Lindau bevorzugte Lindau-Katlenburg durch. Katlenburg wurde Verwaltungssitz.
Nachdem vom Ortsrat der Entschluss für Northeim gefällt hatte, läutete an der katholischen Kirche die Totenglocke. Sogar Der Spiegel berichtete davon. Der Grund dafür war, laut Spiegel, dass die Bevölkerung der Northeimer Gemeinden „zum größten Teil protestantisch“ ist.
Erst 1983 bekam Lindau eine Erdgasanbindung. Da die Kreisstraße nach Gillersheim neu ausgebaut wurde, verlegte man unter sie die entsprechenden Rohre. Im selben Jahr wurden die umfangreichen Renovierungsmaßnahmen an der Kirche St. Peter und Paul abgeschlossen. Die Arbeiten haben sieben Jahre gedauert und allein die Erneuerung der Orgel hatte 100.000 DM gekostet.
Seit 1985 besitzt Lindau eine große Sporthalle mit einer Tribüne für 250 Zuschauer. Die Kosten hierfür beliefen sich auf 2 Millionen DM.
Der 1872 von der Firma Greve zur Energiegewinnung geschaffene Mühlengraben am Mushaus wurde 1984 zugeschüttet. Das alte Brückengeländer ist heute das einzige, das noch an den damaligen Fluss erinnert.
1987 wurde vom Landkreis Northeim in Lindau das „Zentrum für Innovation“ in Nachbarschaft zum Max-Planck-Institut geschaffen. Es soll High-Tech-Firmen kostengünstige Produktionsräume anbieten.
In den Jahren 1946, 1947, 1981 und 1994 wurde Lindau von schweren Überschwemmungen der Rhume heimgesucht, die großen Schaden anrichteten. Der seit 1995 existierende Hochwasserdamm verhinderte bis heute ähnlich gravierende Überschwemmungen.
Im Juni 2011 beschloss der Ortsrat von Lindau einstimmig einen Antrag der SPD die im Zuge der Verwaltungsreform von 1974 weggefallene Bezeichnung Flecken Lindau wieder einzuführen. Seit dem 14. November 2011 ist Lindau wieder offiziell ein Flecken.
Im Juli 2011 wurde die Klingenberg-Quelle von Lindauer Bürgern umfangreich hergerichtet. An der Einweihung nahmen über 200 Personen teil.